# Gymnosoma hamiensis
Gymnosoma hamiensis är en tvåvingeart som beskrevs av Dupuis 1966. Gymnosoma hamiensis ingår i släktet Gymnosoma och familjen parasitflugor. Inga underarter finns listade i Catalogue of Life.